# Bonobo
- Commons
- Wikispecies

O bonobo (nome científico: Pan paniscus), também chamado chimpanzé-pigmeu e, menos frequentemente, chimpanzé-anão ou grácil, é uma das duas espécies incluídas no gênero Pan. A outra espécie do gênero é Pan troglodytes, o chimpanzé-comum. Ambas as espécies são chimpanzés, embora esse termo seja usado principalmente para a maior das duas espécies, P. troglodytes.
Apesar de apresentar peso corporal semelhante a espécies, P. troglodytes, o bonobo distingue-se pelo crânio maior, rosto mais escuro, membros mais finos e mãos mais alongadas. Além de que, praticamente não há dimorfismo sexual na dentição ou no esqueleto dos bonobos.
O bonobo é encontrado numa área de cerca de 500 000 km² da Bacia do Congo, na República Democrática do Congo, na África central. A espécie habita as florestas primárias e secundárias, incluindo as áreas pantanosas.
Assim como o chimpanzé-comum, os bonobos se locomovem principalmente no chão, podendo se alimentar tanto no solo, quanto nas árvores. Eles se alimentam principalmente de frutas e folhas (frugívoros), mas também comem mais vegetação herbácea terrestre, do que o chimpanzé-comum.
O bonobo é popularmente conhecido por seus altos níveis de comportamento sexual. Os bonobos têm relações tanto heterossexuais quanto homossexuais para apaziguar os conflitos, adquirir status social, afeto, excitação e para redução do estresse.
Os bonobos caçam menos do que o chimpanzé-comum, caçando presas ocasionais, incluindo pequenos ungulados, insetos, cobras e peixes. Além de que,  em contraste com a espécie P. troglodytes, os bonobos também mostram menos inclinação para o uso de ferramentas.
Atualmente os humanos, orangotangos, chimpanzés e gorilas são classificados taxonomicamente na superfamília Hominoidea. Sendo que, juntamente com o chimpanzé-comum, o bonobo é o parente vivo mais próximo geneticamente do ser humano.

## Etimologia
Apesar do nome comum alternativo, "chimpanzé-pigmeu", o bonobo não é diminuto em comparação com o chimpanzé-comum. "Pigmeu" pode ter aparecido por causa dos povos pigmeus que vivem na mesma área. O nome "bonobo" apareceu pela primeira vez em 1954, quando Tratz e Heck propuseram o novo termo.

## História evolutiva

#### Fósseis
Os fósseis de chimpanzé não foram descritos até 2005. As populações de chimpanzés existentes na África Ocidental e Central não se sobrepõem com os principais locais de fósseis humanos no leste de África. No entanto, já foram relatados fósseis de chimpanzés no Quênia. Isto indica que tanto os seres humanos quanto os membros do clado Pan estavam presentes no leste africano e no Grande Vale do Rift durante o médio Pleistoceno. De acordo com A. Zihlman, as proporções do corpo do bonobo se assemelham às dos Australopithecus.
De acordo com registros fósseis, as linhagens que originaram os humanos modernos e os primatas do gênero Pan, se separaram cerca de 0,8 milhões de anos atrás, enquanto que os chimpanzés comuns e os bonobos se separaram há cerca de 0,2 milhões de anos. Estudos recentes acreditam que os bonobos são o melhor modelo para o último ancestral comum de chimpanzés e humanos, pois desde que teve essa separação entre chimpanzés e humanos, a análise morfológica de 120 músculos da cabeça/pescoço e membros anteriores, revelou que houve apenas quatro pequenas mudanças no clado dos chimpanzés, sendo que todas as mudanças foram reversões à condição ancestral, e que apenas os bonobos mantém essas características até hoje.

#### Taxonomia e filogenia
O anatomista alemão Ernst Schwarz é creditado por ter descoberto o bonobo, em 1928, com base em uma análise dum crânio no museu de Tervuren, na Bélgica, que, anteriormente, pensava-se ser de um chimpanzé juvenil. Schwarz publicou as suas descobertas em 1929. Em 1933, o anatomista americano Harold Coolidge ofereceu uma descrição mais detalhada do bonobo e elevou-o ao estatudo de espécie. O psicólogo e primatologista americano Robert Yerkes foi também um dos primeiros cientistas a observar grandes diferenças entre os chimpanzés e os bonobos. Estes foram primeiramente discutidos em detalhe em um estudo realizado por Eduard Paul Tratz e Heinz Heck publicado no início dos anos 50.
O primeiro sequenciamento e montagem do genoma do bonobo foi publicado em junho de 2012. Depois duma análise prévia inicial, o National Human Genome Research Institute confirmou que o genoma do bonobo é cerca de 0,4% divergente do do chimpanzé-comum.
Graças ao aprimoramento de  técnicas e novas descobertas sobre a biologia evolutiva de diferentes seres vivos, foi possível criar novas classificações. Por anos o termo 'hominídeo' se referia aos humanos modernos e vários outros membros fósseis da árvore evolutiva humana. Porém, devido à proximidade evolutiva entre humanos e outros primatas (chimpanzés, orangotangos e gorilas), o termo hominídeo recebeu um significado mais amplo e agora refere-se a todos os grandes símios e seus ancestrais, compondo a superfamília Hominoidea. Por conta dessa mudança na classificação, a próxima ramificação dessa árvore evolutiva divide os orangotangos em uma subfamília e o restante dos grandes símios em outra subfamília. Seguindo essa  hierarquia de classificação entre subfamílias, os chimpanzés e humanos se separam em diferentes ramos da árvore evolutiva, sendo o ramo Hominini composto por humanos modernos e fósseis

## Física

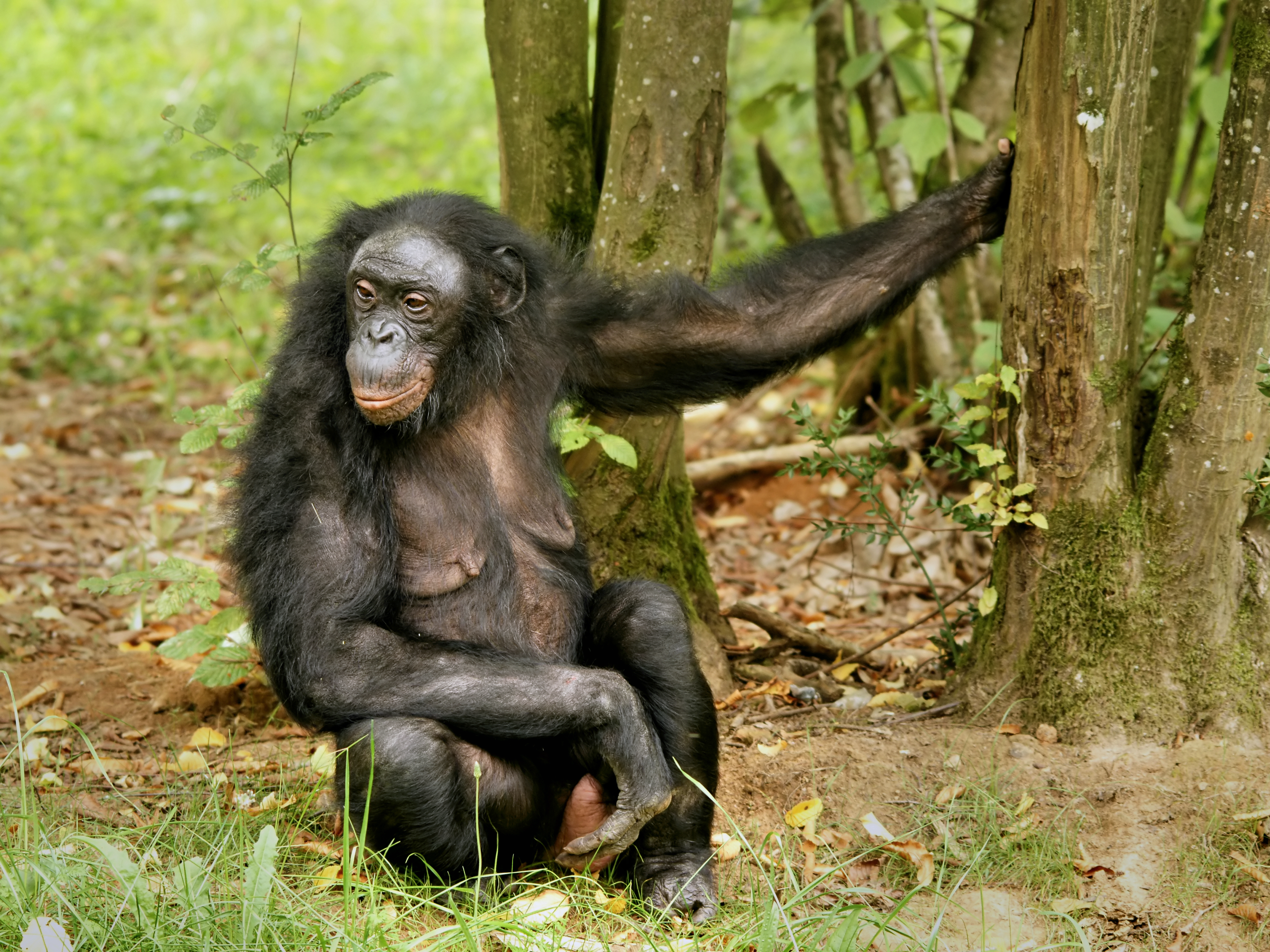
Bonobo fêmea

É geralmente considerado mais grácil do que o chimpanzé-comum, e as fêmeas são um pouco menores que os machos. A massa corporal em machos varia entre os 30 e 60 kg, contra uma média de 20 a 50 kg no sexo feminino. O comprimento total dos bonobos (desde o nariz até a anca) é de 70 a 85 centímetros. A cabeça também é menor do que a do chimpanzé-comum, com menos cumes proeminentes na testa acima dos olhos. Têm um rosto preto com lábios cor-de-rosa, orelhas pequenas, narinas largas e cabelos compridos na sua cabeça. As fêmeas têm as mamas ligeiramente mais proeminentes, em contraste com os seios planos de outros macacos fêmeas, embora não sejam tão proeminentes como as dos seres humanos. O bonobo também tem um corpo mais esbelto, ombros estreitos, pescoço fino e pernas longas, quando comparadas às do chimpanzé-comum.
Os bonobos são tanto terrestres como arborícolas. São animais quadrúpedes, podendo locomover-se de forma bípede quando têm as mãos ocupadas.

## Comportamento

#### Comportamento social
A espécie distingue-se por uma postura ereta, uma organização social matriarcal, e o papel proeminente da atividade sexual em sua sociedade. Frans de Waal, um dos mais importantes primatólogos do mundo, afirma que o bonobo é capaz de manifestar altruísmo, compaixão, empatia, gentileza, paciência e sensibilidade.
O bonobo vive na margem sul do rio Congo, enquanto o chimpanzé comum é encontrado ao norte do mesmo rio, onde compartilham seu habitat com gorilas. Nenhum dos dois nada, o que provavelmente serviu como barreira natural. Os bonobos, pelo menos em cativeiro, são geralmente considerados mais inteligentes do que os chimpanzés.
Enquanto machos em grupos de chimpanzés são extraordinariamente hostis a machos fora do grupo, esse comportamento não é verificado em bonobos machos ou fêmeas, que têm limites territoriais mais frouxos e quando encontram outros grupos tendem a estabelecer relações amistosas.
Os bonobos podem estabelecer relações sociais afiliativas, sendo, inclusive, altamente tolerantes. Já foi verificado, por exemplo, que bonobos doam alimento voluntariamente a estranhos quando há possibilidade de interação social
Ainda em comparação aos chimpanzés, não faz parte do comportamento social de bonobos as práticas de manutenção de limites territoriais rígidos, patrulhamento e respostas agressivas frente a encontros intergrupais. Os bonobos podem apresentar comportamentos de exibição física e de agressão vocal, mas os encontros sociais tendem a ser pacíficos.
Já foi registrado, no American Journal of Primatology, que os bonobos podem cometer canibalismo, embora o fato seja extremamente raro.

#### Bonobos possuem altos níveis de paciência
Assim como os chimpanzés, estudos mostram que os bonobos são capazes de apresentar altos níveis de paciência ao esperar por uma recompensa alimentar tardia. Essa característica já reconhecida nos chimpanzés, também foi significante no estudo com bonobos. Rosati, A G., et al, (2007) demonstram que, quando uma recompensa alimentar maior (estudo feito com uvas) foi atrasada, os bonobos mostraram indiferença, ou seja, não demonstraram irritação, por 74 segundos, em média, valor esse maior do que o já testado em outros animais.
Essa capacidade de esperar por uma recompensa tardia e por longos períodos não foi observada em nenhum outro animal não humano que já foi testado, apenas no gênero Pan. Esses resultados mostram que os bonobos compartilham níveis semelhantes de paciência com os seres humanos em algumas situações, o que sugere que essa capacidade de paciência no contexto de recompensas alimentares teria evoluído antes da divisão da linhagem humana.

#### Estrutura Social
Em relação a estrutura social, comunidades de bonobos apresentam hierarquia social mista, com fêmeas (geralmente mais velhas) ocupando posições altas e de elevado poder social. A dominância de fêmeas sobre machos é flexível e não linear e pode mudar conforme o contexto. Fêmeas bonobos apresentam maior dominância, por exemplo, durante atividades relacionadas a alimentação e quando apresentam máximo inchaço de seus órgãos sexuais.
As bonobos fêmeas são altamente gregárias e estabelecem fortes laços entre si. Durante a maior parte do ano, grupos de fêmeas forrageiam, compartilham alimento e apoiam umas às outras na defesa alimentar. Já os machos de bonobos tendem a permanecer fortemente próximos de suas mães mesmo na idade adulta, tanto física quanto socialmente, de modo que as posições alfa, de maior poder, são geralmente ocupadas por uma fêmea e seu filho adulto. O apoio das mães aos filhos ocorre não só durante eventuais conflitos agressivos, como também durante as competições envolvendo o acasalamento.

#### Comportamento sexual
Entre os bonobos, assim como ocorre com outras centenas de espécies animais já estudadas pela etologia, pode não existir relação direta entre sexo e reprodução. Tanto entre bonobos quanto entre humanos, esta distância entre sexo e reprodução é particularmente acentuada. É no campo sexual que os bonobos se revelam muito criativos. "O sexo é a chave da vida social dos bonobos". Para os bonobos, é o sexo que funciona como instrumento de compensação da agressividade, fazendo o papel de agente reconciliador. Isso é possível porque, ao contrário da maioria das fêmeas de outras espécies, que só são receptivas ao sexo no período fértil, as fêmeas bonobos são atrativas e ativas sexualmente durante quase todo o tempo.
Bonobos, que têm uma sociedade matriarcal, o que é incomum entre macacos, são uma espécie completamente bissexual - ambos os sexos se envolvem em comportamento heterossexual e homossexual, mas a homossexualidade entres fêmeas é um pouco mais acentuada. Cerca de 60% de toda a atividade sexual dos bonobos ocorre entre duas ou mais fêmeas. Enquanto o sistema de interação homossexual em bonobos apresenta a mais alta frequência de homossexualidade conhecida em qualquer espécie, homossexualidade tem sido reportada em todas as espécie de grandes macacos (grupo que inclui os seres humanos), bem como uma variedade de outras espécies de primatas.

#### Autodomesticação em Bonobos
Diferente dos chimpanzés, os bonobos apresentam comportamento muito mais amigável e menos agressivo em diversas situações. Nunca foi observado um bonobo matando outro bonobo, por exemplo, ou atacando as fêmeas. Também não é observado conflitos entre os grupos de machos.
A hipótese da autodomesticação prevê que a seleção natural teria moldado o comportamento do bonobo resultando no aumento da prosocialidade. Segundo essa hipótese, os bonobos evoluíram para uma menor agressividade devido à escolha das fêmeas, que preferem machos menos agressivos.
Algumas características que são associadas a autodomesticação que são encontradas em bonobos são o dimorfismo canino, o crânio reduzido e a despigmentação dos lábios. Também é observado que possuem uma janela de desenvolvimento social maior em relação a comportamentos relacionados à tolerância. Apresentam temperamento mais cauteloso do que outros símios e também se mostram mais atentos às novidades, além de serem mais sensíveis ao olhar humano do que os chimpanzés.
Como resultado dessa síndrome de domesticação, os bonobos apresentam comportamento cooperativo-comunicativo muito semelhante aos seres humanos. Em uma situação de estresse diante de outro indivíduo, por exemplo, eles são capazes de apresentar um enfrentamento passivo  estimulando de tal forma a tolerar uns aos outros. Essa característica também está presente em humanos permitindo o convívio  entre pessoas em grandes grupos que são capazes de cooperar e se comunicar direta ou indiretamente. Algo parecido é praticamente impossível em grupos maiores que 150 chimpanzés.
Os bonobos são mais flexíveis em tarefas cooperativas do que os chimpanzés e são capazes de dividir a recompensa. Por possuírem um temperamento menos agressivo, são capazes de utilizar interações sociais para aliviar tensões. Esse comportamento mais amigável permite uma maior cooperação na resolução de problemas do que é visto nos chimpanzés.

#### Semelhanças com os seres humanos
Os bonobos são capazes de passar no teste do espelho. Eles se comunicam principalmente através de meios vocais, embora o significado de suas vocalizações não sejam atualmente conhecidos. No entanto a maioria dos humanos entendem as suas expressões faciais e alguns dos seus gestos naturais, como o convite para brincar. Dois bonobos do Great Ape Trust, Kanzi e Panbanisha, foram ensinados a se comunicarem usando um teclado de lexigramas e podem responder a frases faladas. Kanzi tem um vocabulário de mais de 500 palavras em inglês e ele compreende mais de 3 000 palavras faladas em inglês. Kanzi também é conhecido por aprender através da observação das pessoas e ensinar sua mãe; Kanzi começou a fazer as tarefas a que sua mãe era ensinada apenas observando, das quais algumas a mãe nem queria saber. Algumas pessoas, como o filósofo e bioeticista Peter Singer, argumentam que esses resultados permitem, aos grandes primatas, terem os mesmos direitos que os humanos.
Casos em que os primatas não humanos manifestaram a sua alegria foram relatados. Um estudo gravou e analisou os sons feitos por bebês humanos e bonobos quando recebiam cócegas.

## Distribuição geográfica
O bonobo é endêmico da República Democrática do Congo (antigo Zaire) e é encontrado nas áreas em volta do Rio Congo. Em 1990, seguindo as recomendações do World Wildlife Fund, tinha sido aprovada uma reserva de 3800 km² na Reserva Florestal de Lomako, porém a instabilidade política nunca permitiu concretizar o projeto. Hoje, essa área padece do que se chama "Síndrome da Floresta Vazia", onde não se percebe a presença de vida animal quase nenhuma, em comparação com a exuberância do passado. Estima-se que 50% da reserva está submetida a caça sem controle de todas as espécies ali refugiadas.
A sobrevivência do bonobo está intrinsecamente ligada à condição humana em uma nação afetada por longos períodos de devastação econômica, exploração desenfreada dos recursos naturais e instabilidade civil na região habitada pelos bonobos. A negligência das práticas tradicionais que regulavam a relação comunitária dos habitantes locais com os recursos naturais agravou potenciais esperanças em alcançar níveis adequados de proteção.

## Estado de conservação
A Lista vermelha da IUCN classifica os bonobos como uma espécie ameaçada de extinção, com estimativas de 29 500 a 50 000 chimpanzés. As principais ameaças às populações de bonobos são a perda do habitat e a caça de carne de animais silvestres, que aumentou drasticamente durante a Primeira e a Segunda Guerra do Congo na República Democrática do Congo.